# Истории Жана-Мари Кабидулена
«Истории Жана-Мари Кабидулена», известные также как «Россказни…» или «Рассказы…» (фр. Les Histoires de Jean-Marie Cabidoulin) — приключенческий роман французского писателя Жюля Верна, написанный в 1899 году. Входит в цикл «Необыкновенные путешествия». Внук и биограф писателя Жан Жюль-Верн характеризует книгу как «иллюстрацию той борьбы со слепыми силами природы, которая заставляет людей искать сотрудничества, если они хотят выжить» 

## Публикация
Первая публикация романа — в журнале Этцеля «Magasin d’Éducation et de Récréation» с 1 июля по 15 декабря 1901 года. Первое книжное издание увидело свет 18 ноября 1901 года, оно было проиллюстрировано Жоржем Ру. Данный роман, вместе с романом «Деревня в воздухе», вошёл в состав тридцать седьмого «сдвоенного» тома «Необыкновенных путешествий» — он вышел 21 ноября 1901 года, «Россказни…» содержал 29 иллюстраций Жоржа Ру (некоторые иллюстрации были выполнены в цвете).

## Сюжет
Роман в несколько ироничной форме рассказывает о приключениях, которые испытывает китобойное судно «Святой Енох» в северной части Тихого океана.

## История написания
Роман был написан за три месяца, в 1899 году. Сначала автор хотел назвать его «Морской змей», но после долгих раздумий отказался от такого варианта, хотя в  своей книге Верн (в отличие от Эмилио Сальгари в сюжетно схожем романе "Истории боцмана Катрама") не приводит никаких повествований от лица заглавного персонажа "папаши" Кабидулена, лишь передаёт краткую суть через авторский нарратив. Издателю роман был отправлен 12 апреля 1901 года.

## Интересные факты
Героям этого романа — членам экипажа шхуны «Сент-Инах» («Святой Енох») писатель присвоил имена своих школьных товарищей (Ромен Аллот, Эварист Буркар, Блен Дюкре, Жан-Франсуа Эрто, Ив Кокебер, Матюрен Оллив и другие), а Кабидуленом звали отставного моряка — содержателя харчевни в Нанте в те годы, когда Жюль Верн был ещё ребёнком .
В романе заметно выражены антианглийские настроения, сконцентрированные на "невежливых" английских моряках-китобоях — во время его написания, 21 марта 1899 года, был подписан франко-британский договор о разделе сфер влияния в Судане. Многие французы сочли его унизительным и общественное мнение ещё не успокоилось после Фашодского кризиса.